# 日吉神社 (岡崎市中金町)

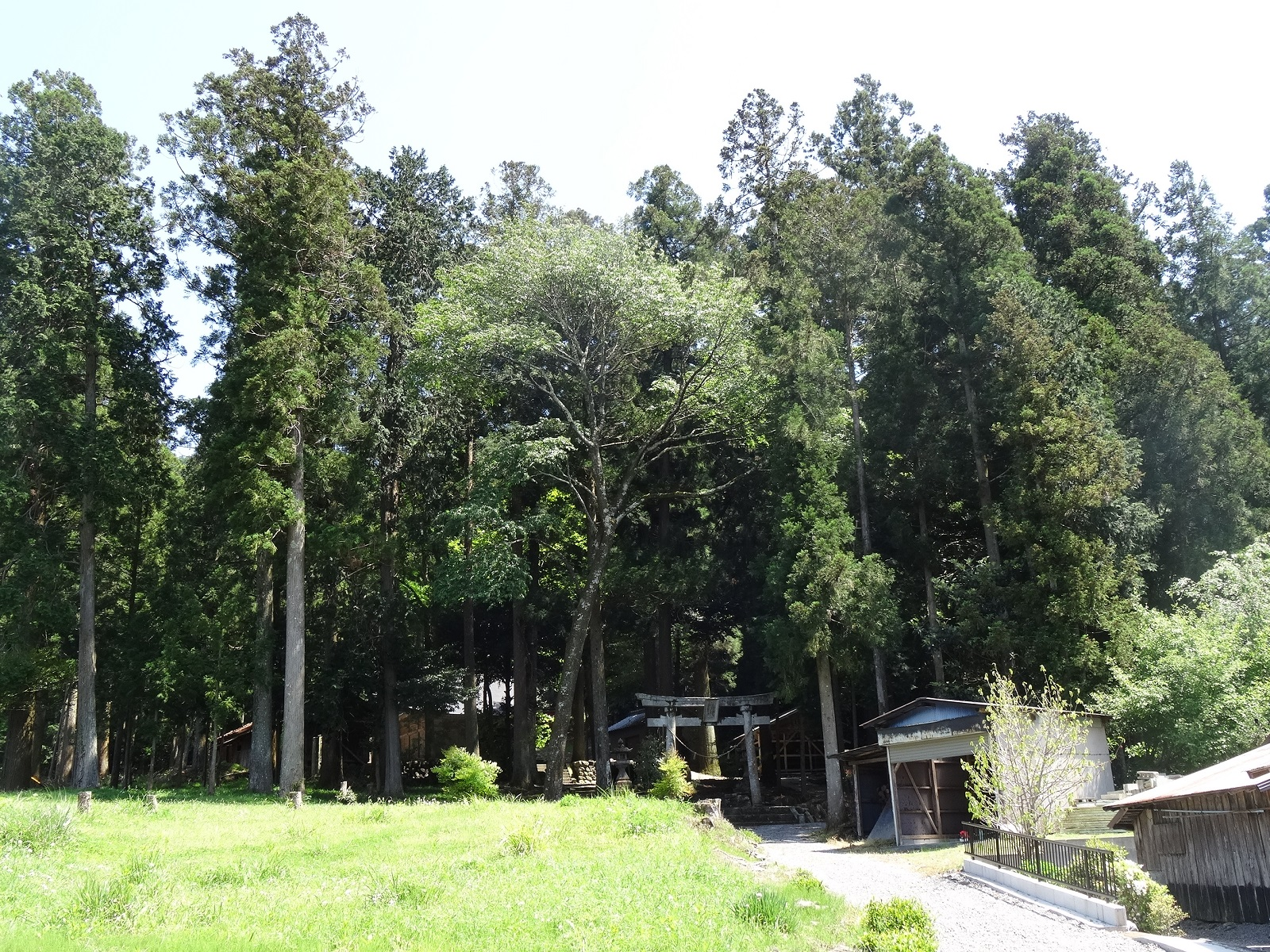
鎮守の森

日吉神社（ひよしじんじゃ）は、愛知県岡崎市中金町にある神社。

## 概要
創立は不詳であるが、寛平3年（891年）に近江国坂本山王より勧請されたと伝えられている。明治5年（1872年）10月12日、村社に列せられる。明治10年（1877年）、若宮社、八幡社、秋葉社、天神社、津島社、稲荷社などを合祀したとされる。
祭神は大山昨名、仁徳天皇、応神天皇、迦具土命、菅原道真公、須佐之男命、保食命。
本殿は、桁行1間、梁間1間、一間社流造、こけら葺である。棟札によれば、貞享4年（1687年）に宝飯郡牛久保村の岡田権右衛門尉藤原盛次と額田郡中金村の竹下三右衛門藤原家次によって建立されたとされる。
拝殿と幣殿は、明治42年（1909年）9月1日、棟梁岡田米次郎により建立された。

## 秋の例大祭
現在、秋の例大祭は10月第2日曜日に開催される。金的奉納の祭礼弓が行われ、金的が上がらないと神輿渡御のお練り行列が出発できない。神輿は担ぎ手が足りないため、トラックに載せて山中に祀られている若宮社まで渡御をする。参列する獅子は観客の頭を幣で叩いて走り回り、時に子供を追いかけるため「暴れ獅子」と称される。
山中への入口の道路に面した所に石製の神輿台があり神輿は一旦台に据えられ、獅子頭とともに祈祷される。その後還御となり16時頃には神社へ帰着する。

## 参考
- 『額田町史』 額田町史編集委員会、1986年11月1日。